# 요나역
요나역(독일어: Bahnhof Jona)은 스위스 라퍼스빌-요나의 요나 마을 옆에 위치한 스위스의 기차역이다. 역은 발리젤렌에서 우스터 및 라퍼스빌까지의 철도 노선에 있으며, 취리히 S-반 노선 S5 및 S15가 운행된다.